# Alistra sulawesensis
Alistra sulawesensis là một loài nhện trong họ Hahniidae.
Loài này thuộc chi Alistra. Alistra sulawesensis được Robert Bosmans miêu tả năm 1992.